# Eszter Lakos
Eszter Lakos (ur. 8 marca 1981 w Győrze) – węgierska prawniczka, dyplomata i polityk, posłanka do Parlamentu Europejskiego X kadencji.

## Życiorys
W 2004 ukończyła prawo na Károli Gáspár Református Egyetem, w 2006 uzyskała magisterium z prawa międzynarodowego i europejskiego na Uniwersytecie Bolońskim. W 2011 doktoryzowała się w zakresie ekonomii i prawa międzynarodowego na Uniwersytecie Bocconiego. Była zatrudniona w przedsiębiorstwie finansowym we Włoszech. Pracowała w węgierskim biurze łącznikowym ds. badań i innowacji w Brukseli, a w latach 2015–2023 w stałym przedstawicielstwie Węgier przy Unii Europejskiej. Następnie zatrudniona w Europejskim Instytucie Innowacji i Technologii.
Zaangażowała się w działalność polityczną w ramach Partii Szacunku i Wolności, której liderem w 2024 został Péter Magyar. W wyborach do Parlamentu Europejskiego w tym samym roku uzyskała mandat eurodeputowanej X kadencji.
Mężatka, ma dziecko.